# Altdöbern

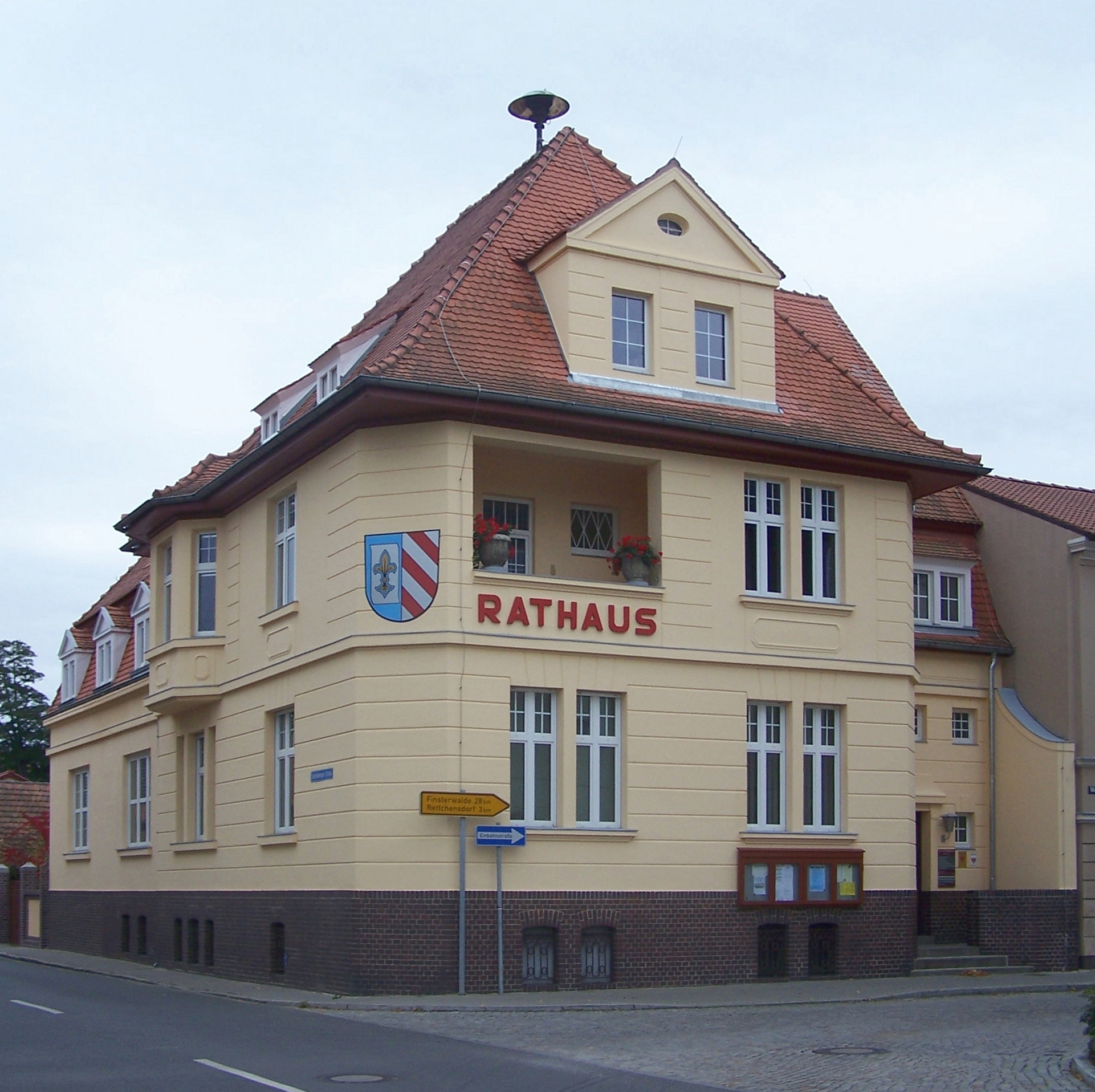
Rathaus

Altdöbern (Nedersorbisch: Stara Darbnja) is een gemeente in de Duitse deelstaat Brandenburg, en maakt deel uit van de Landkreis Oberspreewald-Lausitz.
Altdöbern telt 2.385 inwoners.

## Plaatsen in de gemeente
- Altdöbern (met Pritzen, Peitzendorf en Chransdorf)
- Ranzow
- Reddern

## Geboren

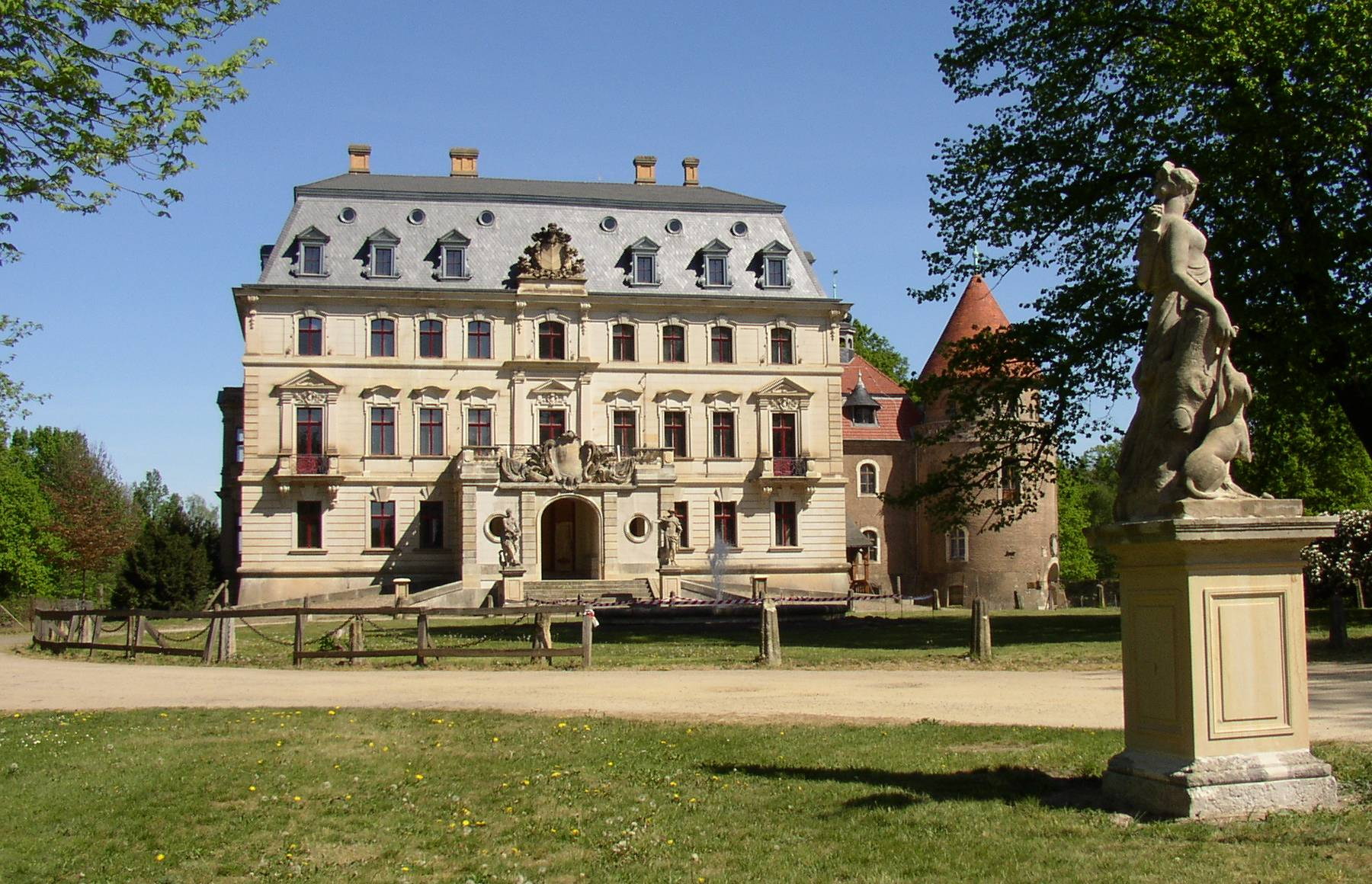
Slot Altdöbern

- Christina Brehmer (1958), atlete

Altdöbern ·
Bronkow ·
Calau ·
Frauendorf ·
Großkmehlen ·
Großräschen ·
Grünewald ·
Guteborn ·
Hermsdorf ·
Hohenbocka ·
Kroppen ·
Lauchhammer ·
Lindenau ·
Lübbenau ·
Luckaitztal ·
Neu-Seeland ·
Neupetershain ·
Ortrand ·
Ruhland ·
Schipkau ·
Schwarzbach ·
Schwarzheide ·
Senftenberg ·
Tettau ·
Vetschau/Spreewald